# Trichoridia dentata
Trichoridia dentata là một loài bướm đêm trong họ Noctuidae.